# Ch-31P
Ch-31P (ros. Х-31П) – rosyjski lotniczy przeciwradarowy pocisk rakietowy.

## Historia
Został zbudowany na bazie pocisku przeciwokrętowego Ch-31A poprzez zastosowanie pasywnej głowicy naprowadzającej. Pocisk służy do niszczenia naziemnych i nawodnych stacji radiolokacyjnych. Napęd Ch-31P stanowi zespół dwóch silników, startowy silnik rakietowy rozpędzający Ch-31P do prędkości 1,8 Ma i odrzucany po zakończeniu pracy, oraz marszowy silnik strumieniowy pozwalający uzyskać prędkość maksymalną powyżej 3 Ma.
Pocisk może być wyposażony w jedną z trzech głowic naprowadzających PRGC-4WP (ПРГС-4ВП), PRGC-5WP (ПРГС-5ВП) lub PRGC-6P (ПРГС-6П) dostrojonych do konkretnego pasma częstotliwości stacji radiolokacyjnych. W 1980 przeprowadzono testy w locie nowych głowic naprowadzających przy pomocy latającego laboratorium zlokalizowanego na pokładzie śmigłowca Mi-8. W latach 1988–1989 prowadzono testy bojowe jednocześnie na dwóch typach samolotów MiG-27M i Su-24M, równocześnie opracowując odpowiednią awionikę zdolną do obsłużenia pocisków.
Zasięg pocisku Ch-31P wynosił 110 km, ale opracowano również wersję o wydłużonym zasięgu Ch-31PD zdolną do rażenia celów z odległości 150 km.
Atak pociskiem Ch-31P polega na namierzeniu celu przez awionikę samolotu-nosiciela, lub głowicę naprowadzającą pocisku, przekazanie do pamięci pocisku danych o jego położeniu, a następnie wystrzeleniu go w kierunku atakowanej stacji radiolokacyjnej. Po wystrzeleniu pocisk wzbija się na zaprogramowany wcześniej pułap umożliwiający osiągnięcie odpowiedniego kąta ataku. Następnie rozpoczyna się opadanie pocisku w kierunku celu.
W nomenklaturze NATO pocisk nosi oznaczenie AS-17 Krypton, obecnie sprzedawane są w pakiecie uzbrojenia do samolotów Su-30.